# Boris Grigorjewitsch Kramarenko
Boris Grigorjewitsch Kramarenko (russisch Борис Григорьевич Крамаренко; * 1. November 1955 in Aschchabad, Turkmenische SSR, Sowjetunion) ist ein ehemaliger sowjetischer Ringer. In seiner kurzen Karriere wurde er Weltmeister und Dritter bei Olympia 1980. Boris Kramarenko ist 1,66 Meter groß.

## Erfolge
(OS=Olympische Spiele, WM=Weltmeisterschaften, EM=Europameisterschaften / GR=griechisch-römischer Stil / Fg=Federgewicht bis 62 kg)
- 1978, 4. Platz, EM in Sofia, GR, Fg, hinter Kazimierz Lipień, Polen, Ion Păun, Rumänien und Tomas Tóth, Ungarn
- 1978, 1. Platz, WM in Mexiko-Stadt, GR, Fg, vor Kazimierz Lipień und Lars Malmkvist, Schweden
- 1979, 4. Platz, EM in Bukarest, GR, Fg, hinter Stylianos Migiakis, Griechenland, Tomas Tóth und Kazimierz Lipień
- 1980, Bronzemedaille, OS in Moskau, GR, Fg, hinter Stylianos Migiakis und Tomas Tóth